# Viv Thomas
Vivian Leonard "Viv" Thomas (10 de enero de 1948) es un cineasta británico de origen sudafricano. Especializado en películas clasificadas como pornográficas suele tratar de forma casi exclusiva el sexo lésbico. Famoso por negarse en la mayoría de sus trabajos a recurrir al uso de juguetes eróticos (vibradores, bolas, etc.) y a sus exigencias en lo que a la artisticidad de sus películas se refiere, la obra de este cineasta está repleta de sensualidad e imágenes impactantes que consiguen captar la atención del espectador a través de la belleza de las chicas que componen el reparto. 
El género que abandera este director dentro del Cine X es el del softcore, jugando con los distintos planos de cámara, la luz y un buen gusto por la fotografía a través de sus escenas de sexo explícito, logrando con ello un toque de sutileza que lo distingue de otras producciones y géneros como el gonzo. En esta línea, podríamos situarlo a caballo entre la belleza de imágenes de un Michael Ninn y el ritmo sostenido de las escenas de Andrew Blake. 
Sus series más famosas son Pink Velvet y Art of Kissing, interpretadas en casi su totalidad por modelos de nacionalidad húngara y otros países de Europa Oriental.